# Parvis des Droits-de-l'Homme
Le parvis des Droits-de-l’Homme ou esplanade du Trocadéro est situé à Paris, place du Trocadéro.

## Situation et accès
Ce parvis qui sépare les deux ailes du palais de Chaillot donne sur la place du Trocadéro (devenue officiellement la place du Trocadéro-et-du-11-Novembre en 1978) et domine les jardins du Trocadéro. Il est le toit-terrasse du Théâtre national de la danse, situé en dessous. Il est parfois utilisé par des rollers et des skateboards, alors que cette dalle n’a pas été conçue pour cet usage. La vue privilégiée sur la tour Eiffel en fait un lieu apprécié des touristes.
Ce site est desservi par la station de métro Trocadéro (  ).

## Origine du nom
Le nom de parvis des libertés et des droits de l'homme a été donné en 1985, à l’initiative de François Mitterrand, président de la République française.

## Historique
L'esplanade est créée, en même temps que le palais de Chaillot, au milieu des années 1930. À son emplacement, se trouvait la salle de concert de l'ancien palais du Trocadéro. De chaque côté, contre le palais, se trouvent quatre statues en bronze dorée (donc huit au total) : il s'agit d'allégories (La Jeunesse d'Alexandre Descatoire, Le Matin de Pryas ou encore Les Jardins de Robert Couturier), dont sept sont des femmes et un jeune garçon. En 1964, l'artiste Christo empaquette d'un voile transparent la statue du Printemps réalisée par Paul Niclausse,.
En 1940, lors de sa visite à Paris, Adolf Hitler traverse l'esplanade, donnant lieu à une célèbre photo.
Le nom de « parvis des droits de l'homme » entend rappeler que c'est au palais de Chaillot, sous le parvis du Trocadéro, que fut adoptée, le 10 décembre 1948 par l'Assemblée générale des Nations unies qui y tenait sa 5e session, la Déclaration universelle des droits de l'homme, dont un des rédacteurs principaux était René Cassin. À l'entrée du parvis, une dalle scellée en 1985 proclame que « les hommes naissent et demeurent libres et égaux en droits » (article premier de la Déclaration des droits de l'Homme et du citoyen de 1789).
Le 17 octobre 1987, à l’initiative du père Joseph Wresinski, une seconde dalle a été scellée à l'autre extrémité du parvis. Elle est ainsi rédigée : 

« Le 17 octobre 1987, des défenseurs des droits de l’homme et du citoyen de tous pays se sont rassemblés sur ce parvis. Ils ont rendu hommage aux victimes de la faim, de l’ignorance et de la violence. Ils ont affirmé leur conviction que la misère n’est pas fatale. Ils ont proclamé leur solidarité avec ceux qui luttent à travers le monde pour la détruire. Là où des hommes sont condamnés à vivre dans la misère, les droits de l’homme sont violés. S'unir pour les faire respecter est un devoir sacré. — Père Joseph Wresinski. » 
L’inauguration de cette dalle est à l’origine de la création de la Journée mondiale du refus de la misère, célébrée chaque année le 17 octobre, et reconnue officiellement par l'Assemblée générale des Nations unies sous l'appellation de Journée internationale pour l'élimination de la pauvreté.
En 2016, le président de la République François Hollande y inaugure une dalle qui rend hommage aux personnes handicapées mortes sous l'Occupation.
L'esplanade est régulièrement le lieu de rassemblements politiques liés à la politique française ou internationale.

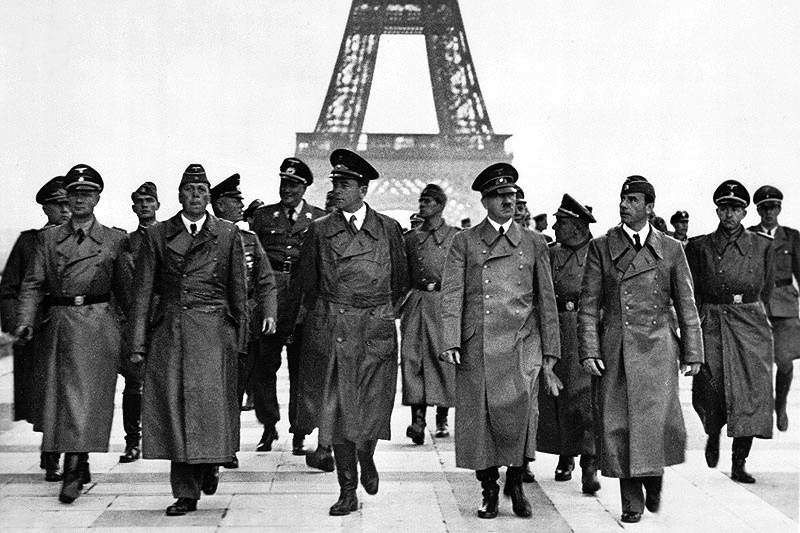
Adolf Hitler en 1940.
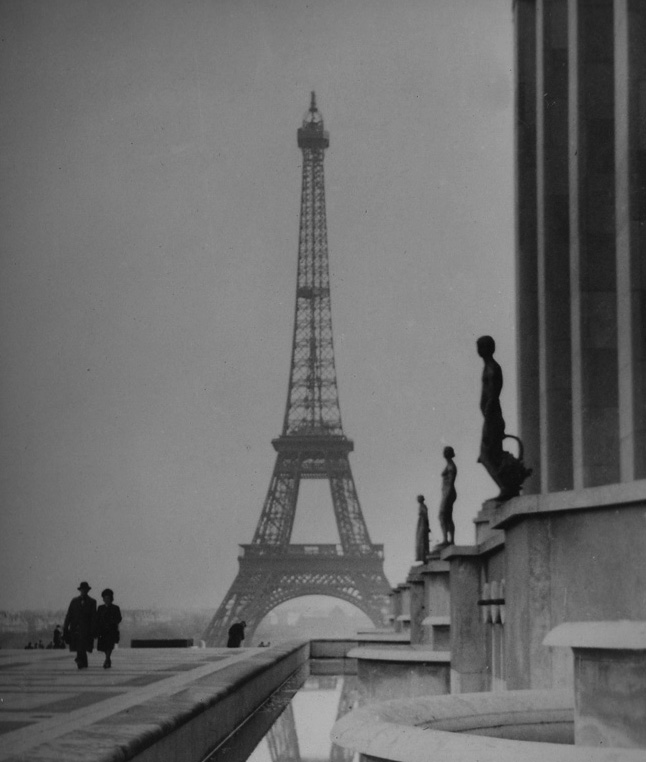
L'esplanade en 1945.
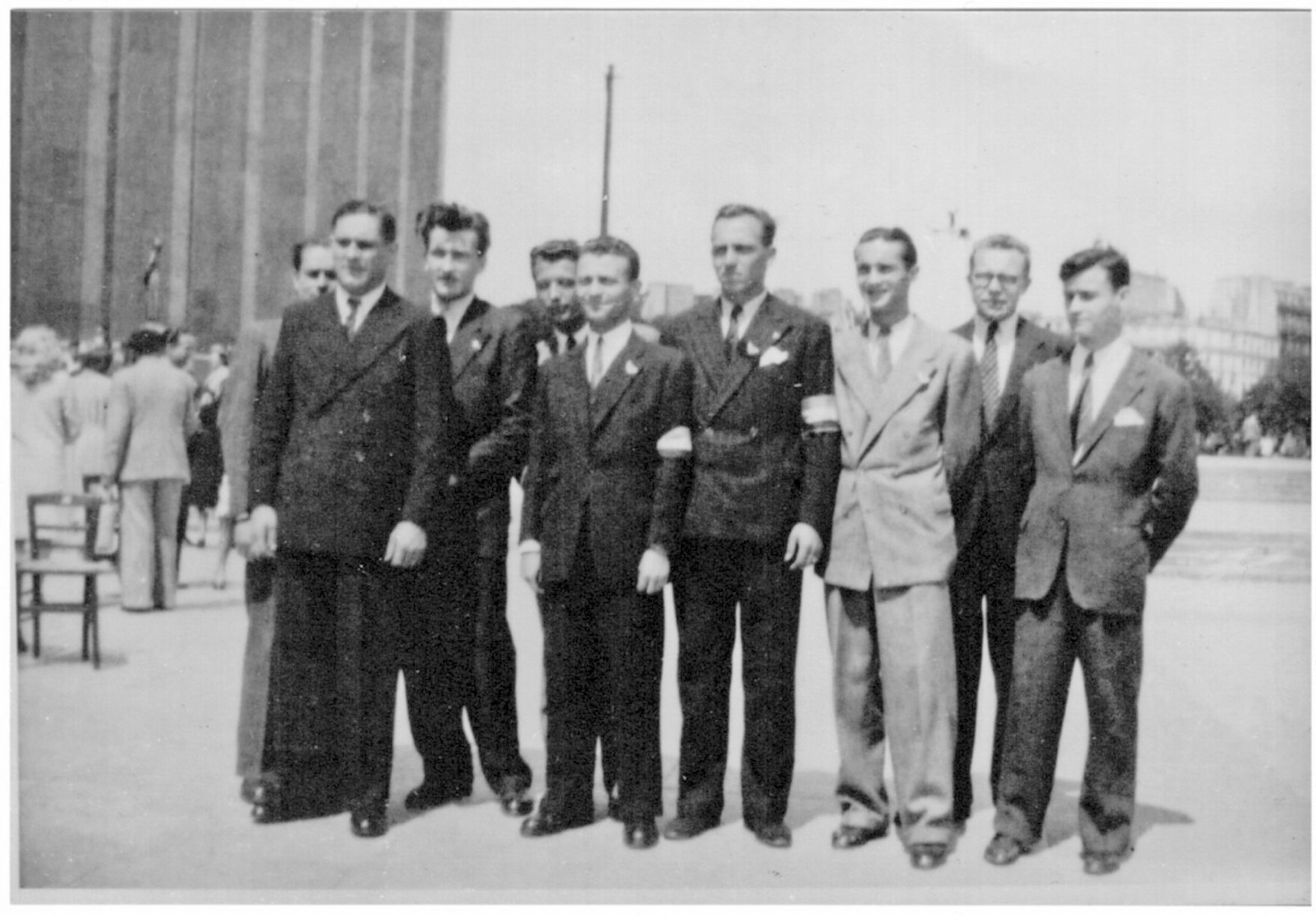
Membres de Section motorisée du XVIe en 1946.
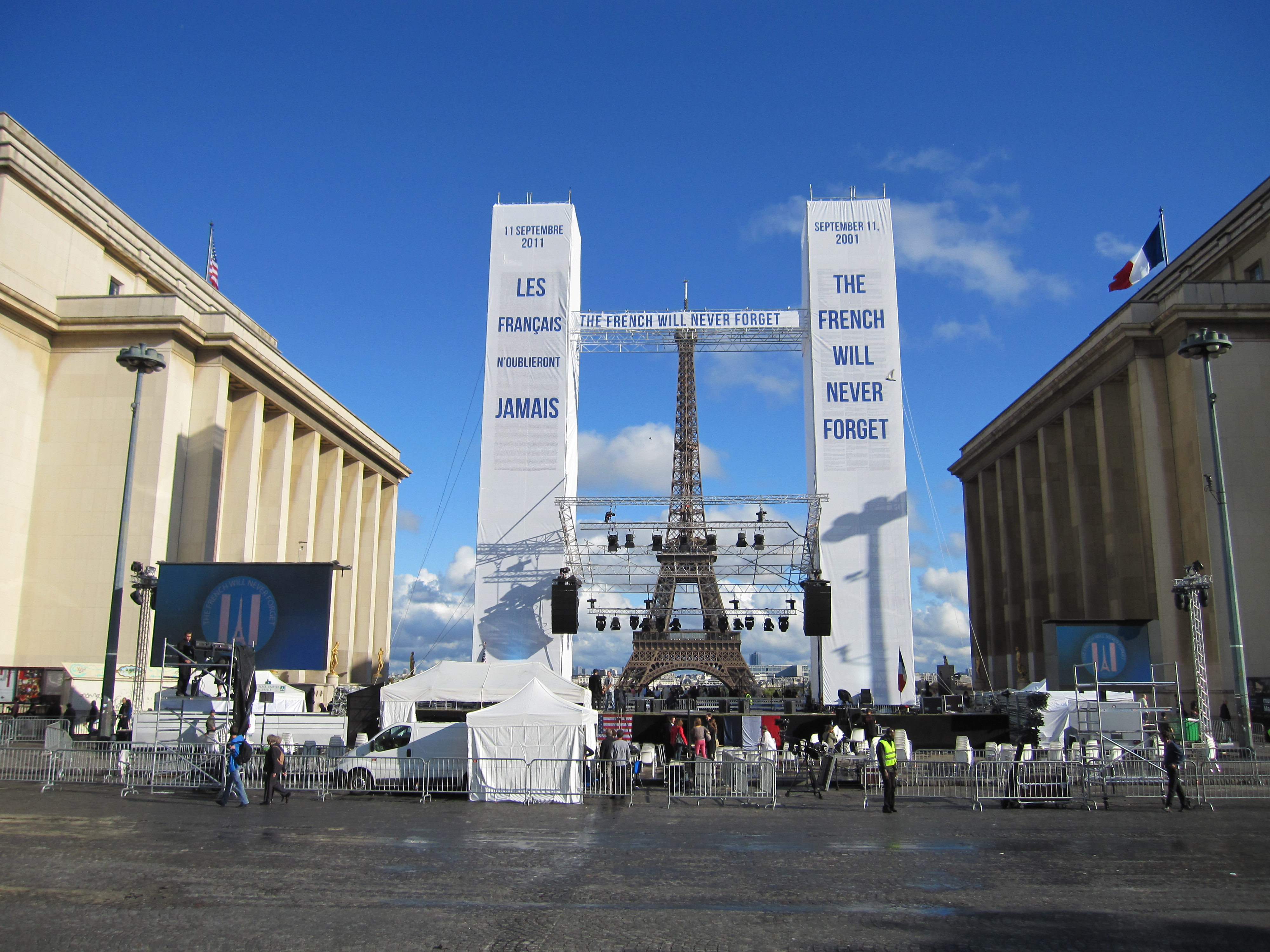
Commémoration pour les dix ans des attentats du 11 septembre 2001.
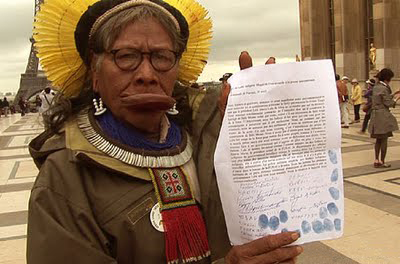
Le chef Raoni et les premières signatures de sa pétition internationale contre le barrage de Belo Monte, en 2011.
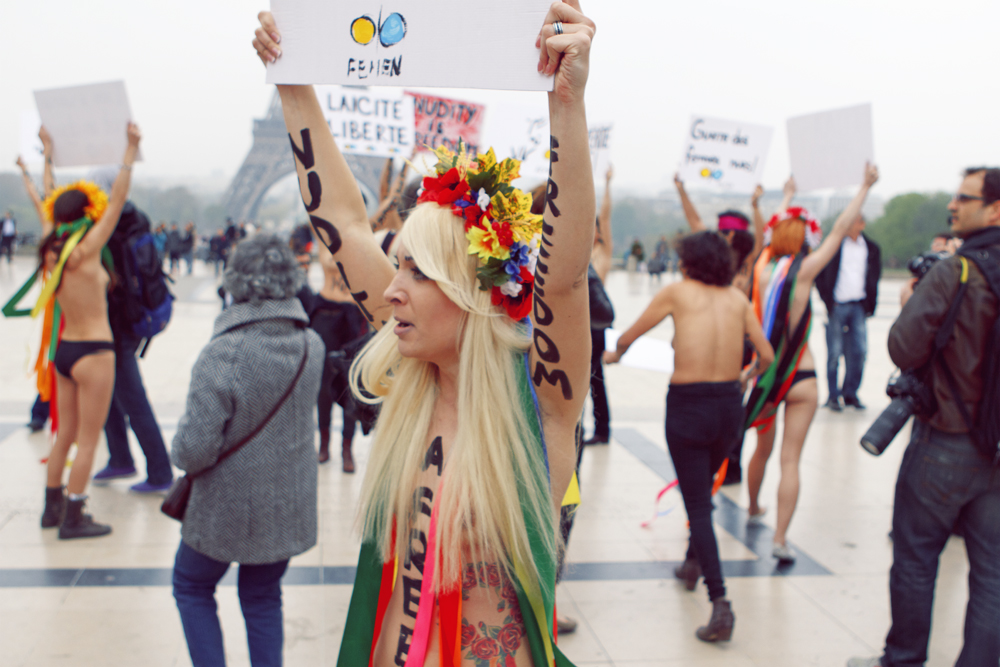
Manifestation des Femen en 2012.
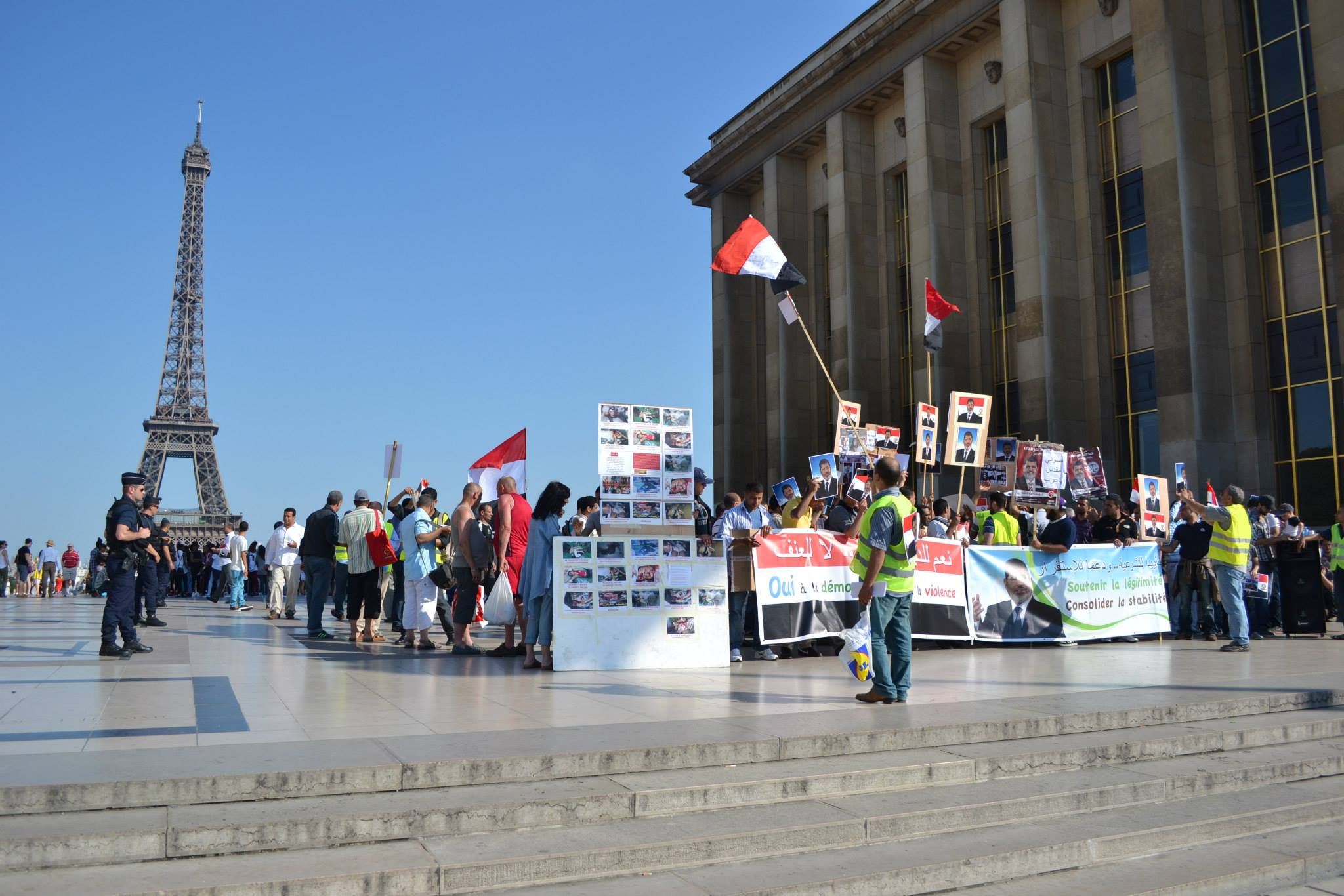
Manifestation en faveur du président égyptien Mohamed Morsi, en 2013.
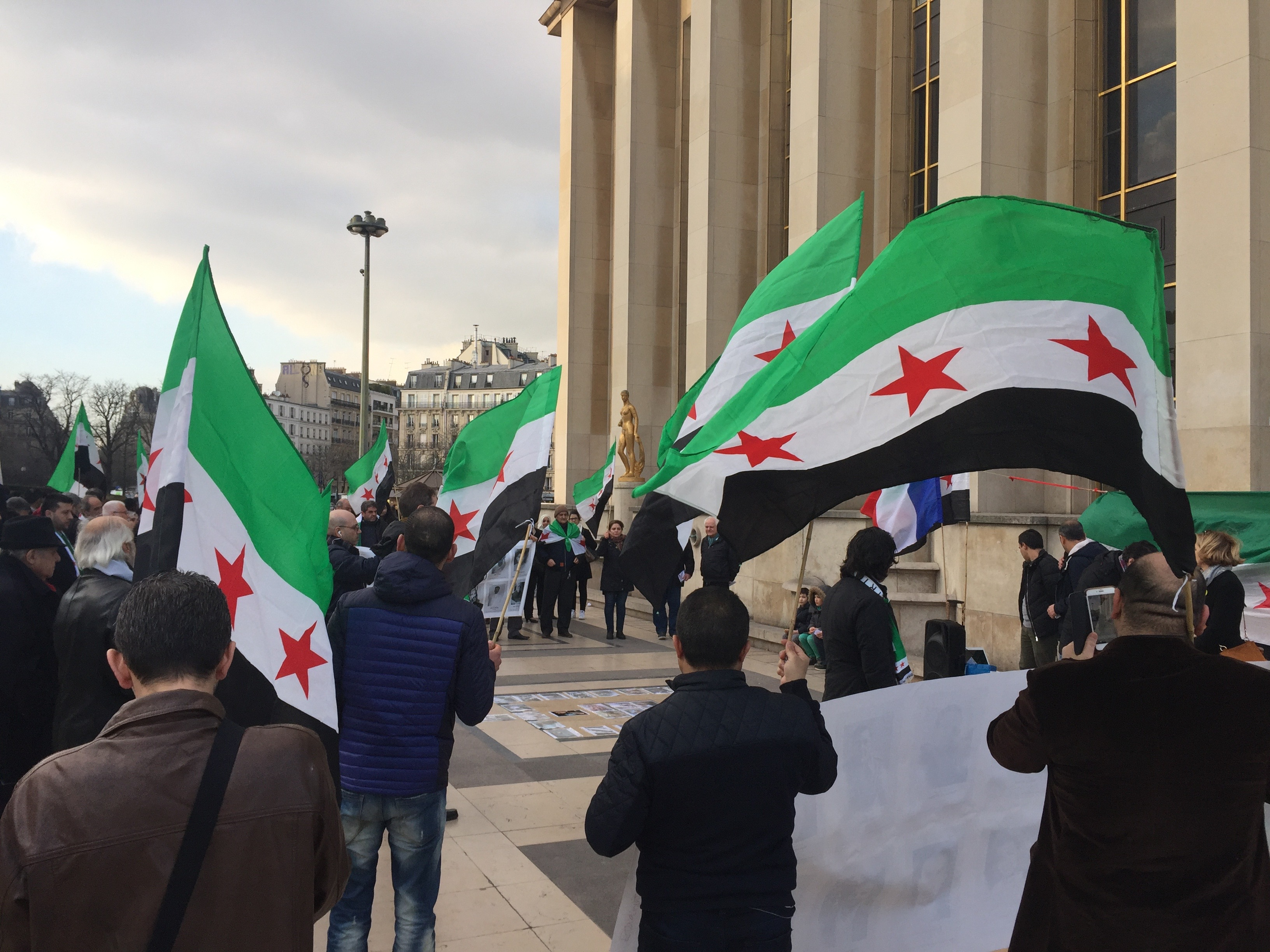
Manifestation en faveur de la révolution syrienne, en 2017.
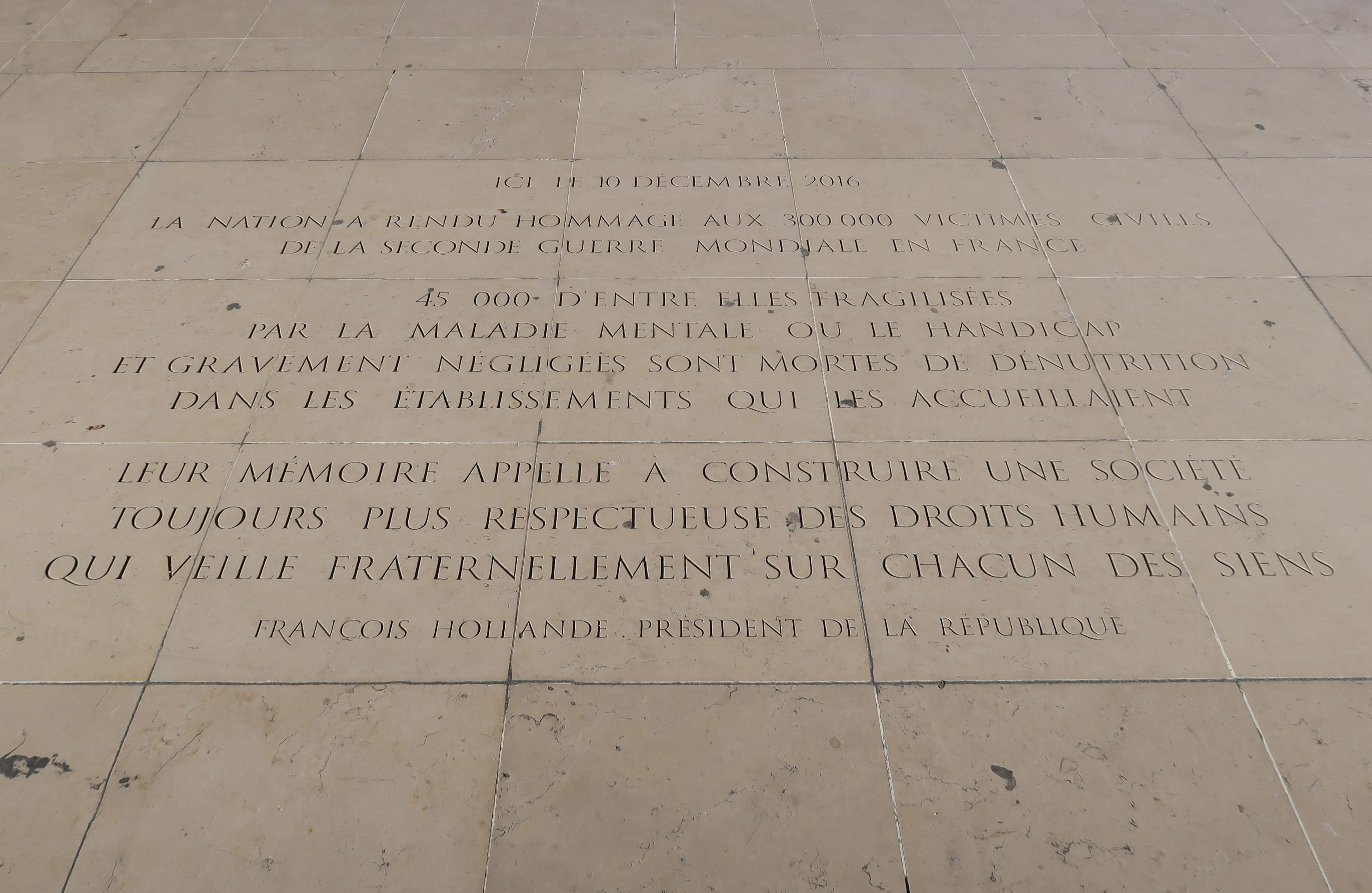
Dalle apposée en 2016.

## Dans la culture populaire
- Dans le film Les Yeux sans visage (sorti en 1960) de Georges Franju, c’est sur ce parvis se promène l'une des jeunes filles, avant de rencontrer Edna Grüberg dans un café de la place du Trocadéro.
- Dans le film L'Homme de Rio (sorti en 1964) de Philippe de Broca, une scène est tournée sur l'esplanade.
- Dans le film Les Chinois à Paris (sorti en 1974) de Jean Yanne, c’est sur ce parvis que se déroule une lugubre fête qui ne parvient nullement à « libérer les forces de la joie » dans une France occupée par l’Armée populaire de libération (APL) chinoise.
- Dans le film Le Professionnel (sorti en 1981) de Georges Lautner, les personnages traversent l'esplanade en voiture.
- Dans le film Les Misérables (sorti en 2019) de Ladj Ly, Issa et ses amis visitent le parvis avant la finale de football.